# Пје ла Рока (Перуђа)
Пје ла Рока је насеље у Италији у округу Перуђа, региону Умбрија.
Према процени из 2011. у насељу је живело 14 становника. Насеље се налази на надморској висини од 845 м.